# Bataille de Mirbat

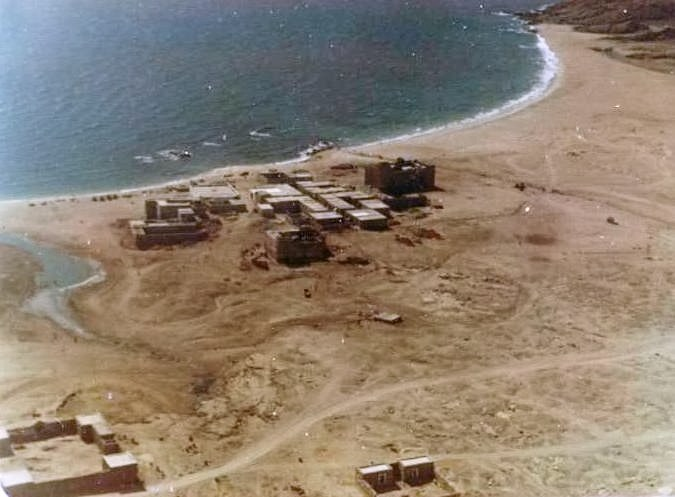
Lieux de la bataille.

La bataille de Mirbat eut lieu le 19 juillet 1972 durant la guerre du Dhofar à Oman, impliquant la guérilla communiste du Yémen du Sud. Le Royaume-Uni soutint le gouvernement d'Oman en envoyant des éléments du Special Air Service (SAS) à la fois pour entraîner des soldats et lutter contre le Front populaire de libération d'Oman et du Golfe arabe (PFLOAG), avec l'objectif explicite de « gagner les cœurs et conquérir les esprits » de la population.

## Déroulement de la bataille

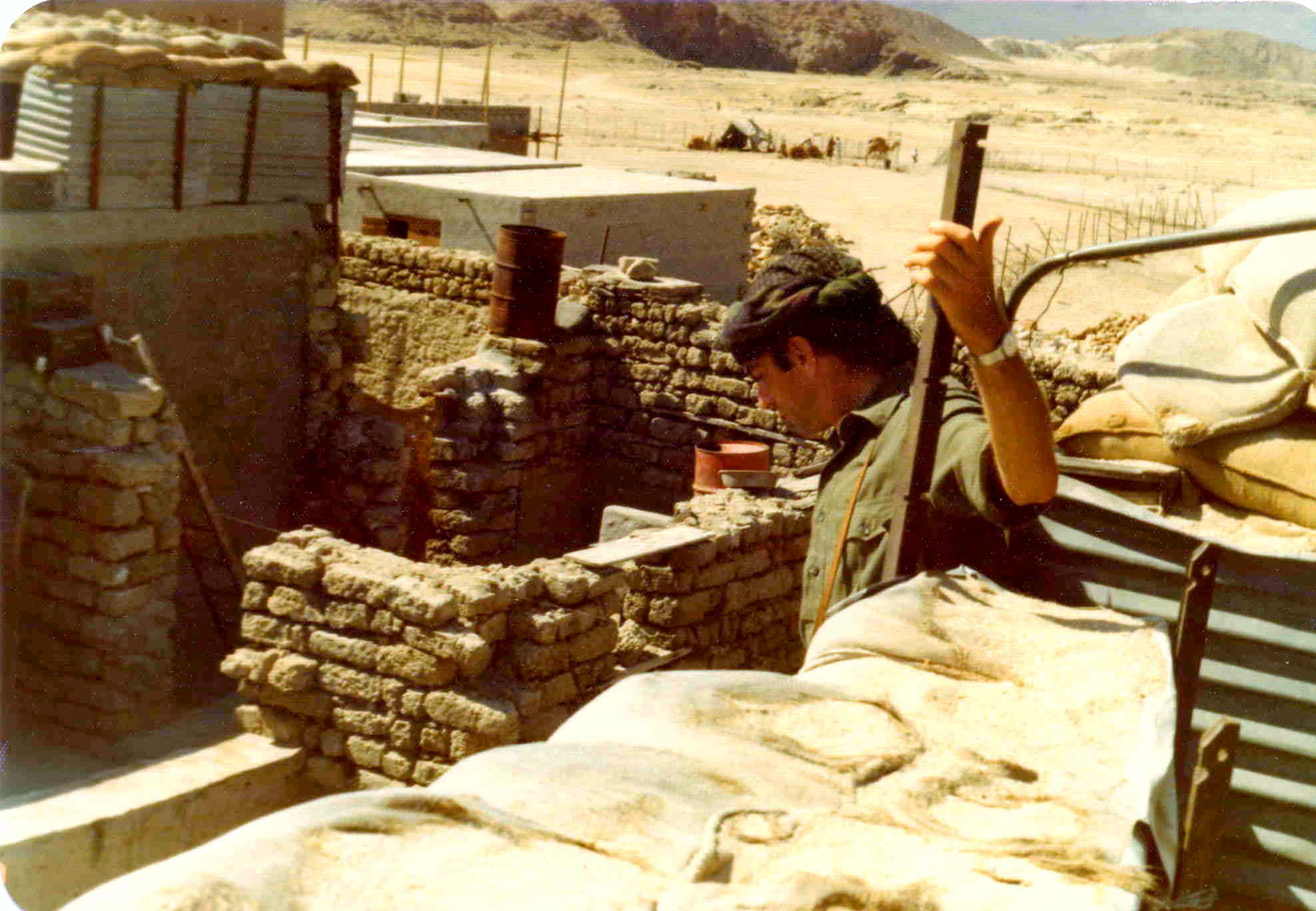
À l'intérieur des positions de la BATT.

À 6 h 00 le 19 juillet 1972, plus de 250 rebelles du PFLOAG attaquèrent la maison où la BATT (British Army Training Team), c'est-à-dire l'équipe de formation de l'Armée britannique, avait établi ses quartiers, à proximité du port de Mirbat. Seuls neuf membres du Special Air Service (SAS) s'y trouvaient alors. Après trois heures de combats rapprochés, les troupes du PFLOAG furent dispersées par l'arrivée de renforts et d'un soutien aérien (dont des avions d'attaque BAC Strikemaster).
Ce fait d'armes fait date dans l'histoire du SAS et met pratiquement fin aux actions des forces rebelles.